# عمارت خاندان کونگ
عمارت خاندان کونگ (انگلیسی: Kong Family Mansion) (چینی: 孔府; پین‌یین: Kǒng fǔ) اقامتگاه تاریخی نوادگان مستقیم کنفوسیوس در شهر تایفو، زادگاه کنفوسیوس در استان شاندونگ، چین بوده است. سازه‌های باقی‌مانده عمدتاً به دوره‌های دودمان مینگ و دودمان چینگ بازمی‌گردند. از این عمارت، خانواده مسئول نگهداری مکان‌های کنفوسیوسی در کیوفو و مدیریت بزرگ‌ترین املاک خصوصی روستایی در چین بودند. خانواده کونگ مسئول برگزاری مراسم مذهبی پیچیده در مناسبت‌هایی مانند کاشت، برداشت، گرامیداشت درگذشتگان و جشن‌های تولد بودند. امروزه، این عمارت به‌عنوان موزه و بخشی از یونسکو میراث جهانی با عنوان «معبد و گورستان کنفوسیوس و عمارت خاندان کونگ در کیوفو» شناخته می‌شود.

## طرح‌بندی
این عمارت در شرق آرامگاه و پرستشگاه کنفوسیوس واقع شده است و پیش‌تر به آن متصل بوده است. طرح‌بندی این عمارت به سبک سنتی چینی است و فضاهای رسمی در جلوی مجموعه به سبک یامن از بخش‌های مسکونی در عقب جدا شده‌اند. علاوه بر یامن و اقامتگاه‌های داخلی، این مجموعه شامل یک مطالعه‌خانه شرقی و غربی و همچنین یک باغ پشتی نیز هست. در این طرح کلی، توزیع مکانی ساختمان‌ها بر اساس ارشدیت، جنسیت و وضعیت ساکنان آن‌ها، اصل کنفوسیوسی نظم و سلسله‌مراتب را منعکس می‌کند: ارشدترین نواده کنفوسیوس در مرکز سه ساختمان اصلی اقامت داشت؛ برادر کوچک‌تر وی در تالار یی گون به شرق ساکن بود. مطالعه‌خانه شرقی برای ملاقات دوک یانشنگ با مهمانان رسمی و پرستش نیاکان استفاده می‌شد. مطالعه‌خانه غربی برای مطالعه، صرف غذا و سرگرمی خانواده به‌کار می‌رفت. در طرح فعلی، این عمارت شامل ۱۵۲ ساختمان با ۴۸۰ اتاق است که مساحتی حدود ۱۲٬۴۷۰ متر مربع (۱۳۴٬۲۰۰ فوت مربع) را پوشش می‌دهند. بلندترین سازه آن برج پناهگاه چهارطبقه‌ای (چینی: 避難樓; پین‌یین: Bìnán Lóu) است که برای پناه گرفتن در هنگام حمله طراحی شده بود، اما هرگز مورد استفاده قرار نگرفت. این عمارت دارای آرشیوی با حدود ۶۰٬۰۰۰ سند مربوط به زندگی در این عمارت طی ۴۰۰ سال دوره دودمان‌های مینگ و چینگ است.

## تاریخچه

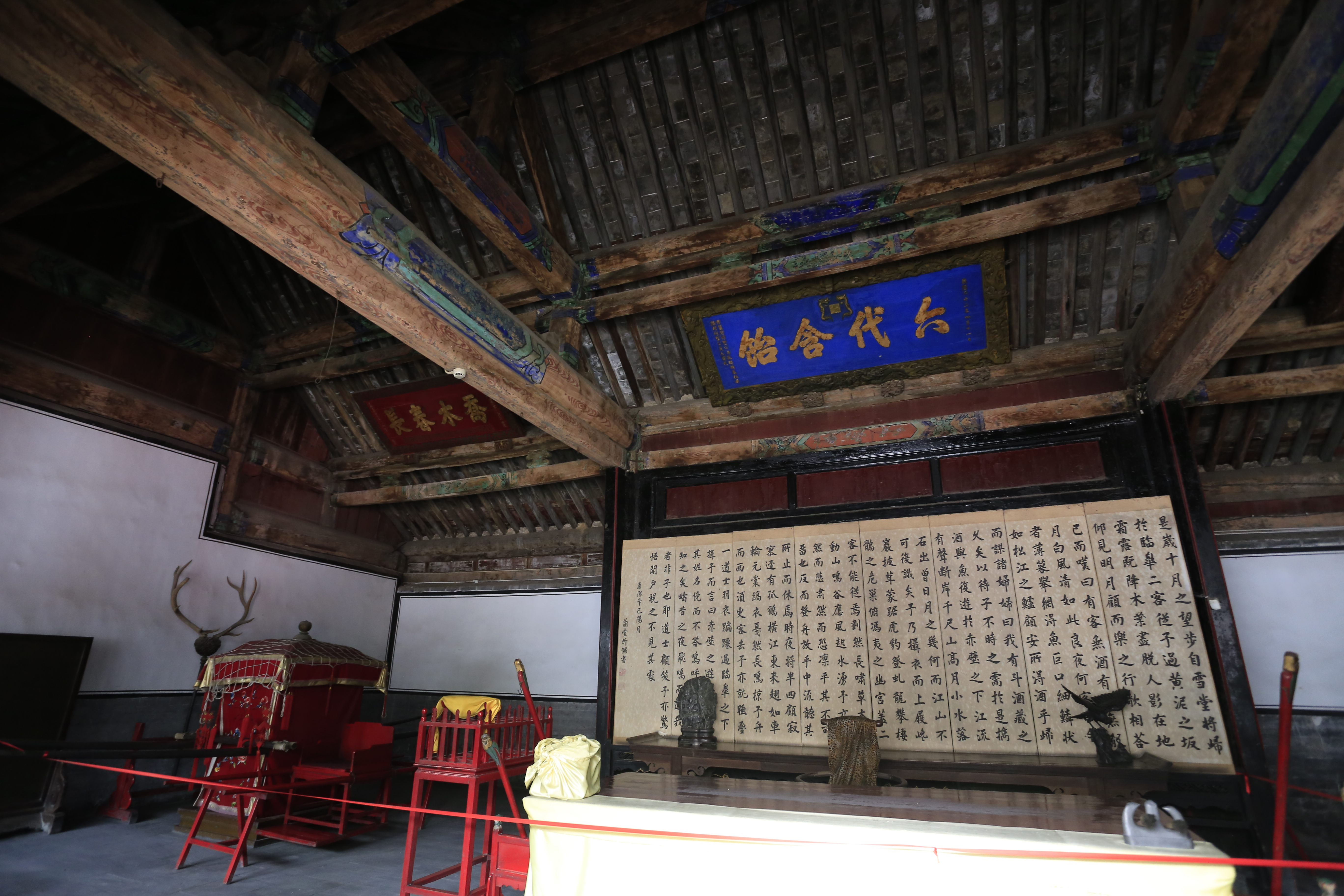
تالار سوم

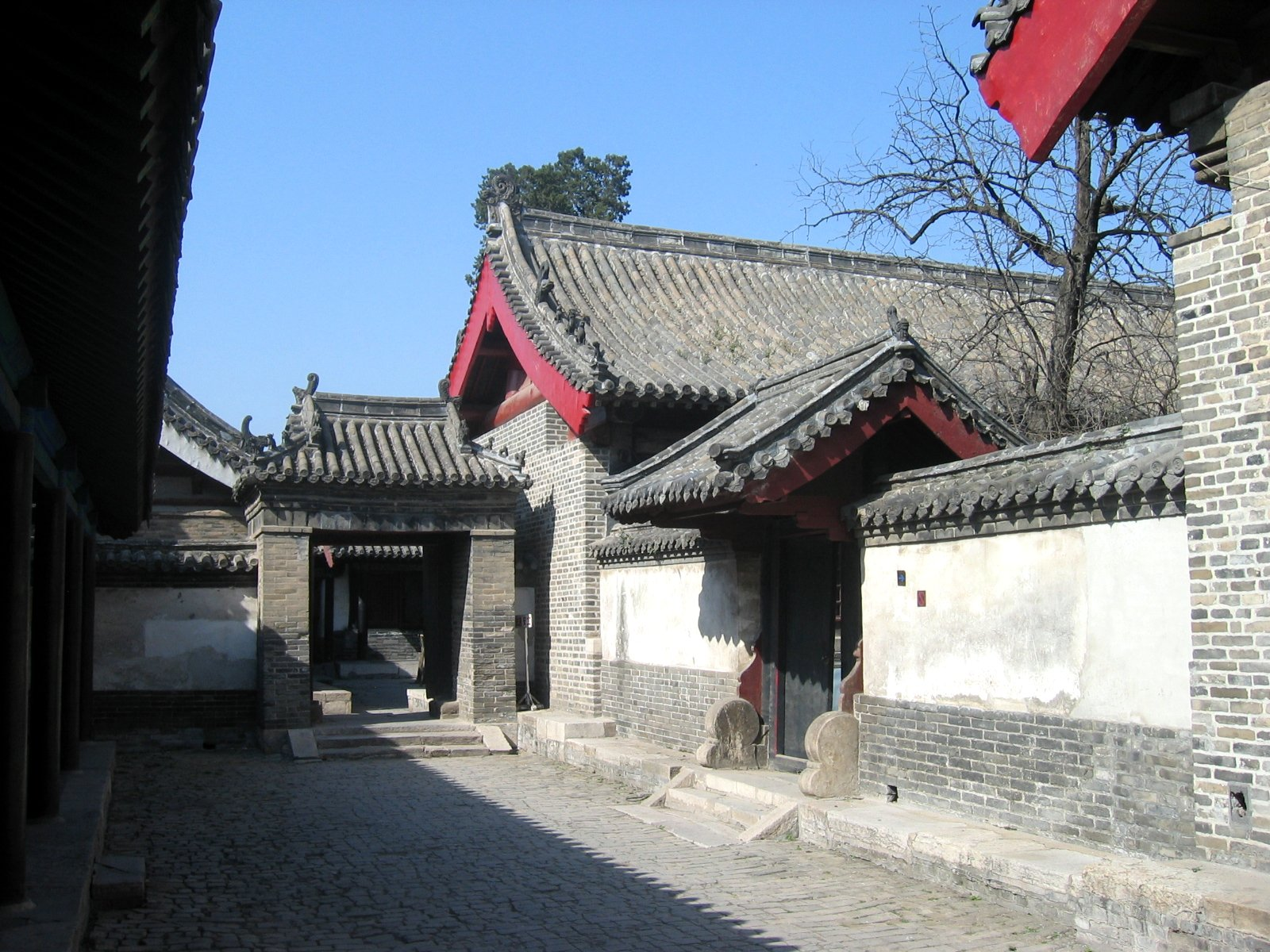
یکی از حیاط‌های جانبی

اولین عمارت خاندان کونگ مربوط به دوک یانشنگ در سال ۱۰۳۸ طی دودمان سونگ ساخته شد. در سال ۱۳۷۷، عمارت به دستور هونگ‌وو منتقل و بازسازی شد. در سال ۱۵۰۳، در دوره سلطنت هونگ‌جی، مجموعه به سه ردیف ساختمان با ۵۶۰ اتاق و – مانند معبد مجاور کنفوسیوس – به نه حیاط گسترش یافت. در طول دودمان چینگ، این عمارت در سال ۱۸۳۸ بازسازی کامل شد، اما در آتش‌سوزی سال ۱۸۸۶ بخش‌های مربوط به زنان دچار آسیب شد. حتی در طول آتش‌سوزی، مردان جرات ورود به بخش زنان برای اطفای حریق را نداشتند که منجر به خسارت بیشتر به این بخش شد. بخش‌های آسیب‌دیده در سال ۱۸۸۸ بازسازی شدند و هزینه این دو بازسازی قرن نوزدهم توسط امپراتور تأمین شد. با وجود این بازسازی‌ها، عمارت خاندان کونگ همچنان بهترین مجموعه مسکونی باقی‌مانده از دوره مینگ در این اندازه است. آخرین سرپرست خاندان کونگ که در این عمارت زندگی می‌کرد، کونگ دچنگ، نسل ۷۷ نوادگان کنفوسیوس بود. کونگ دچنگ به دلیل جنگ دوم چین و ژاپن در سال ۱۹۳۷ به چونگ‌چینگ فرار کرد و دیگر به کیوفو بازنگشت و در نهایت به تایوان در طی جنگ داخلی چین مهاجرت کرد.
عمارت دیگری از خاندان کونگ در کوجاو توسط شاخه جنوبی نوادگان کنفوسیوس ساخته شده است.
لباس‌های سنتی هانفو دودمان مینگ که توسط امپراتوران مینگ به نجیب‌زادگان چینی دوک‌های یانشنگ، نوادگان کنفوسیوس، اهدا شده بود، همچنان پس از گذشت بیش از پنج قرن در عمارت کنفوسیوس نگهداری می‌شوند. لباس‌هایی از امپراتوران دودمان چینگ نیز در آنجا حفظ شده‌اند. حکومت جورچن‌ها در دودمان جین و مغول‌ها در دودمان یوان به حمایت و پشتیبانی از دوک یانشنگ ادامه دادند.